# Laguna Torre
Il lago Laguna Torre è situato nel Parco nazionale Los Glaciares, Provincia di Santa Cruz, in Argentina. È formato dall'acqua glaciale di fusione ed è un luogo popolare per gli escursionisti e gli alpinisti per vedere le cime dei dintorni, tra cui la faccia orientale del Cerro Torre.
Il lago glaciale si trova a 10 km ad ovest del villaggio turistico El Chaltén, al quale è possibile accedere facilmente agli escursionisti tra i mesi da ottobre ad aprile.